# Gidget Gein
Bradley Mark Stewart, noto con lo pseudonimo Gidget Gein (Hollywood, 11 settembre 1969 – Burbank, 8 ottobre 2008), è stato un bassista e attore statunitense.

## Discografia

### con Marilyn Manson and the Spooky Kids
- Big Black Bus (1990)
- Grist-O-Line (1990)
- Lunchbox (1991)
- After School Special (1991)
- Live As Hell (1992)
- The Family Jams (1992)
- Refrigerator (1993)
- Lunch Boxes & Choklit Cows (2004)

### con i Marilyn Manson
- Portrait of an American Family (1994)

### con i Dali Gaggers
- Dali Gaggers, Just AdNauseam (1998)
- Confessions of a Spooky Kid (1999)

### Solista
- Suspension of Disbelief (2007)
- Law of Diminishing Return (2007)
- Rig Demos (2007)

## Filmografia
- The Three Trials, regia di Randy Greif (2006)
- The Devil's Muse, regia di Ramzi Abed (2007)
- In a Spiral State, regia di Ramzi Abed (2009)